# نیتن آدریان
نیتن آدرین (به انگلیسی: Nathan Adrian) ورزشکار مرد رشتهٔ شنا اهل کشور ایالات متحده آمریکا است.
وی در بین سال‌های ۲۰۰۸ تا ۲۰۱۶ میلادی در مسابقات بازی‌های المپیک تابستانی در مجموع ۸ مدال، شامل ۵ مدال طلا و ۱ نقره و ۲ برنز را کسب کرد.